# Новозеландський долар
Новозеландський долар (англ. New Zealand dollar; код: NZD) — офіційна валюта Нової Зеландії та її тихоокеанських територій Ніуе, Островів Кука, Токелау, використовується також на британській заморській території — острові Піткерн. Символ: $ або NZ$. Поділяється на 100 центів. Центральний банк — Резервний банк Нової Зеландії.

## Опис
Часто новозеландський долар називають «ківі» (на честь однойменного птаха — національного символу Нової Зеландії).
Долар введений з 10 липня 1967 р. замість новозеландського фунта, тоді 1 фунт обмінювався на 2 долари.
З 1999 року для виготовлення банкнот використовується спеціальний тонкий пластик (полімер).
Новозеландський долар, станом на 2022 рік, входить до двадцяти найбільш торговельних валют світу. Це, незважаючи на невеликі розміри країни-емітента, викликано загальною стабільністю новозеландської економіки та політичної системи, що робить її популярною валютою накопичення.

## Монети
При запровадженні новозеландського долара в обіг були випущені монети в 1, 2, 5, 10, 20 і 50 центів. 1-но та 2-центові монети були виведені з обігу 30 квітня 1990 р., з цього часу готівкові розрахунки стали округлюватись до найближчих 5 центів. У 1991 р. були запроваджені монети в 1 та 2 долари, які замінили банкноти відповідних номіналів. 31 липня 2006 р. Резервний банк Нової Зеландії припинив випуск монети в 5 центів та випустив нову серію монет у 10, 20 та 50 центів. З початку 2007 року всі готівкові розрахунки стали округлюватись до найближчих 10 центів. На аверсах усіх монет зображений профіль королеви Єлизавети II. Періодично випускаються різноманітні пам'ятні монети з відмінними дизайнами, як, наприклад, мільйон 50-ти центових монет у березні 2015 р. до 100-річчя Дарданельської операції та 2 мільйони також 50-ти центових монет у жовтні 2018 р. до 100-річчя Дня перемир'я.
| Обігові монети | Обігові монети | Обігові монети | Обігові монети | Обігові монети        | Обігові монети            | Обігові монети       | Обігові монети                                          | Обігові монети |
| Номінал        | Параметри      | Параметри      | Параметри      | Параметри             | Опис                      | Опис                 | Опис                                                    | Дата випуску   |
| Номінал        | Діаметр        | Товщина        | Вага           | Вміст                 | Гурт                      | Аверс                | Реверс                                                  | Дата випуску   |
| -------------- | -------------- | -------------- | -------------- | --------------------- | ------------------------- | -------------------- | ------------------------------------------------------- | -------------- |
| 10c            | 20,50 мм       | 1,58 мм        | 3,3 г          | Сталь покрита міддю   | Гладкий                   | Профіль Єлизавети II | Маска Маорі або портрет                                 | 31 липня 2006  |
| 20c            | 21,75 мм       | 1,56 мм        | 4 г            | Сталь покрита нікелем | «Іспанська квітка»        | Профіль Єлизавети II | Портрет вождя Маорі між традиційними візерунками народу | 31 липня 2006  |
| 50c            | 24,75 мм       | 1,70 мм        | 5 г            | Сталь покрита нікелем | Гладкий                   | Профіль Єлизавети II | Корабель Індевор і гора Таранакі                        | 31 липня 2006  |
| $1             | 23 мм          | 2,74 мм        | 8 г            | Алюмінієва бронза     | Переривчасті фрезерування | Профіль Єлизавети II | Птах Ківі і Ціатея срібляста                            | 11 лютого 1991 |
| $2             | 26,50 мм       | 2,70 мм        | 10 г           | Алюмінієва бронза     | Різьблений                | Профіль Єлизавети II | Східна велика чапля                                     | 11 лютого 1991 |

## Банкноти
У 1967 році були випущенні банкноти номіналами 1, 2, 5, 10, 20 та 100 доларів — усі, за винятком 5, такі ж номінали, як і в попередника фунта. Також вони зберегли ідентичні домінуючі кольори, як на попередніх фунтових банкнотах. На аверсах усіх банкнот було зображено портрет королеви Єлизавети II, на реверсах — традиційні для Нової Зеландії птахи та рослини. У 1983 р. була випущена 50-ти доларова банкнота, у 1991 р. на монети були замінені 1-но та 2-доларові купюри. У новій серії 1992 року портрет королеви був збережений лише на 20-ти доларовій банкноті, на аверсах усіх інших купюр були зображенні визначні персони Нової Зеландії. З 1999 р., за прикладом Австралії, Резервний банк Нової Зеландії став випускати полімерні банкноти. Протягом 2015-2016 рр. була випущена нова серія банкнот з дещо зміненим дизайном, але з портретами тих же персон на аверсі та зображеннями тих же птахів і рослин на реверсі.
| $5   | [Архівовано 14 серпня 2019 у Wayback Machine.] | 135 × 66 мм | Оранжевий  | Едмунд Гілларі Гора Кука                                | Пінгвін прекрасний (жовтоокий) Острів Кемпбелл | 2015 |
| $10  | [Архівовано 14 серпня 2019 у Wayback Machine.] | 140 × 68 мм | Синій      | Кейт Шеппард Квіти білої камелії                        | Синя качка з каченятами Dracophyllum           | 2015 |
| $20  | [Архівовано 14 серпня 2019 у Wayback Machine.] | 145 × 70 мм | Зелений    | Королева Єлизавета II Будинок Парламенту Нової Зеландії | Новозеландський сокіл Pachystegia              | 2016 |
| $50  | [Архівовано 14 серпня 2019 у Wayback Machine.] | 150 × 72 мм | Фіолетовий | Апірана Нгата Будинок засідань                          | Кякако Entoloma hochstetteri                   | 2016 |
| $100 | [Архівовано 14 серпня 2019 у Wayback Machine.] | 155 × 74 мм | Червоний   | Ернест Резерфорд Нобелівська медаль                     | Могуа жовтоголовий Declana egregia             | 2016 |

## Валютний курс
За коливаннями валютного курсу новозеландський долар є схожим до австралійського долара. Це пояснюється великою пов'язкою та схожістю за структурою економік цих двох сусідніх країн.
Станом на 24 березня 2025 валютний курс новозеландського долара (за даними МВФ, ЄЦБ та НБУ) становить:
- 1,74 новозеландського долара за 1 долар США (0,5747 долара США за 1 новозеландський долар)
- 1,884 новозеландського долара за 1 євро (0,5309 євро за 1 новозеландський долар)
- 1,092 новозеландського долара за 1 австралійський долар (0,9153 австралійського долара за 1 новозеландський долар)
- 0,04188 новозеландського долара за 1 гривню (23,88 гривень за 1 новозеландський долар).

Графік валютного курсу відносно долара США (к-сть NZD за 1 USD)

## Цікаві факти
- Нова банкнота номіналом п'ять новозеландських доларів у 2015 році була визнана найкрасивішою у світі Міжнародною асоціацією колекціонерів паперових грошових знаків. На одній стороні банкноти зображений новозеландський альпініст сер Едмунд Гілларі, що став одним із перших підкорювачів Евересту в 1953 році, а на зворотному боці — пінгвін. Дизайн цієї банкноти Резервний банк Нової Зеландії представив у 2015 році, а друкує її Canadian Bank Note Company в Оттаві.[5]